# Општина Триваља-Моштени (Телеорман)
Триваља-Моштени (рум. Trivalea-Moşteni) општина је у Румунији у округу Телеорман.
Oпштина се налази на надморској висини од 96 m.